# Destilo em antis

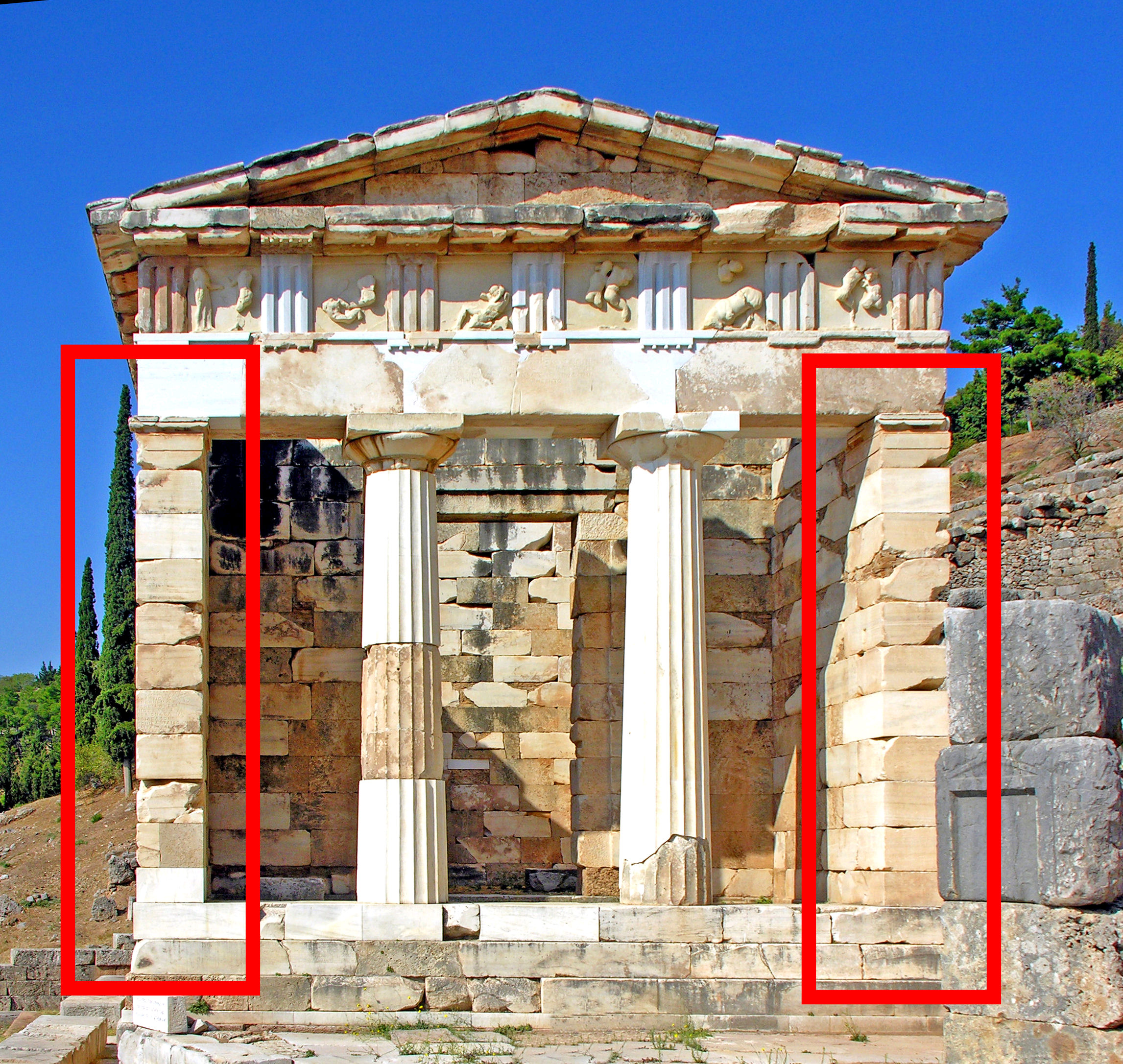
O Tesouro de Sinifo em Delfos possui distilo de antis típico, com duas antas emoldurando duas colunas.

Na arquitetura clássica, distilo in antis designa um templo cujas paredes laterais se estendem até a frente do pórtico, terminando em duas antas (prolongamentos das paredes laterais), sendo o frontão sustentado por duas colunas ou, às vezes, por cariátides. Este é o tipo mais antigo de estrutura de templo no mundo grego antigo. Um exemplo é o Tesouro de Sifnio em Delfos, construído por volta de 525 a.C.

Estruturas menores com duas colunas, mas sem antas, são chamadas simplesmente de distilo. A próxima evolução no design dos templos veio com o estilo anfipróstilo, em que quatro colunas são colocadas em linha na varanda em frente ao naos (a sala principal do templo).

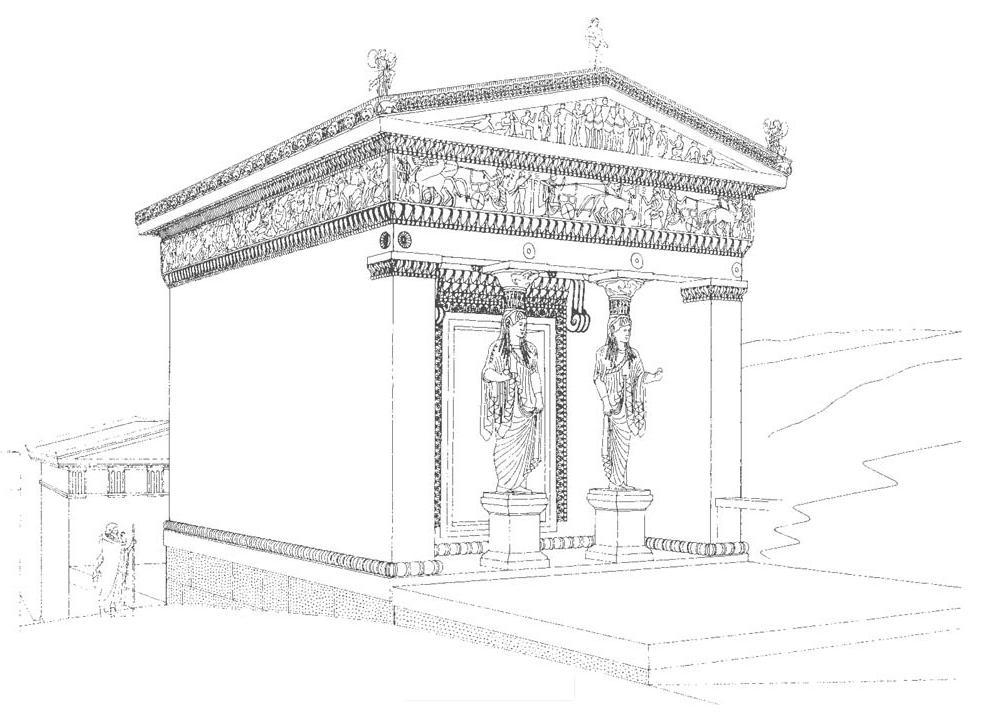
Reconstrução do Tesouro de Sifnio
Plantas do templo